# Girls United – Alles oder Nichts
Girls United – Alles oder Nichts ist eine US-amerikanische Sportkomödie des Regisseurs Steve Rash mit Hayden Panettiere in der Hauptrolle. Dieser dritte Teil der Girls-United-Reihe erschien 2006 als Direct-to-DVD-Produktion.

## Handlung
Britney Allen ist der Captain der Cheerleadermannschaft ihrer Highschool. Als die bekannte Sängerin Rihanna einige Mädchen sucht, die in ihrem neuen Video tanzen dürfen, ist Britney sich sicher, dass ihr Team perfekt dafür ist. Doch dazu kommt es nicht, denn ihr Vater bekommt einen neuen Job in einer Arbeitergegend und Britney muss die Schule wechseln. An der neuen Schule wird sie nicht gerade begeistert empfangen und sie muss lernen sich durchzusetzen. Als ihre ehemaligen Cheerleaderkolleginnen erfahren, dass sie jetzt für ihr neues Team am Wettbewerb teilnehmen will, gerät Britney in einen Gewissenskonflikt. Doch mehr und mehr erkennt sie, worauf es wirklich ankommt und wer ihre wahren Freunde sind. Sie entschließt sich mit ihrer neuen Mannschaft am Wettbewerb teilzunehmen. Im Großen Finale kommt es zum Duell mit ihrer ehemaligen Schule. Britney kommt auf die Idee, nicht die geplante Choreographie zu zeigen, sondern das andere Team zu einem Battle herauszufordern. Rihanna ist von der spontanen Idee total begeistert und erklärt Britneys Team zum Sieger. Am Ende spricht sich Britney mit ihrem ehemaligen Cheerleaderteam aus und alle feiern zusammen.

## Kritiken
„Dritter Aufguss der ‚Bring it on‘-Serie, der sich durch mäßige Schauspieler, abgestandene Witze und eine ausgeprägt sexistische Haltung weit vom klassischen Familienfilm entfernt.“

## Sonstiges
Die Produktionskosten des Films betrugen ca. 5 Millionen US-Dollar. Der Film spielte in den Vereinigten Staaten ca. 18 Millionen US-Dollar ein.
Insgesamt gibt es noch fünf weitere Teile der Girls United Reihe.
- 2000: Girls United (Bring It On)
- 2004: Girls United Again (Bring It on Again)
- 2008: Girls United: Alles auf Sieg (Bring It On: In it to win it)
- 2009: Girls United – Gib Alles! (Bring It On: Fight to the Finish)
- 2017: Girls United – Der große Showdown (Bring It On: Worldwide #Cheersmack)